# تيربسينو
تيربسينو (بالإنجليزية: Terpsinoë) هو جنس من الدياتوم . ويتضمن بعض الأنواع T. javanicum ، T. americana  و T. musica .